# Binaria astrometrica
Una binaria astrometrica è una stella binaria in cui soltanto una delle componenti è visibile.
 
La compagna può essere troppo debole per poter essere osservata direttamente, o la sua luminosità essere mascherata dalla forte emissione della primaria; un'ulteriore possibilità è che si tratti di un oggetto celeste che emette pochissima radiazione elettromagnetica come una stella di neutroni.

## Determinazione

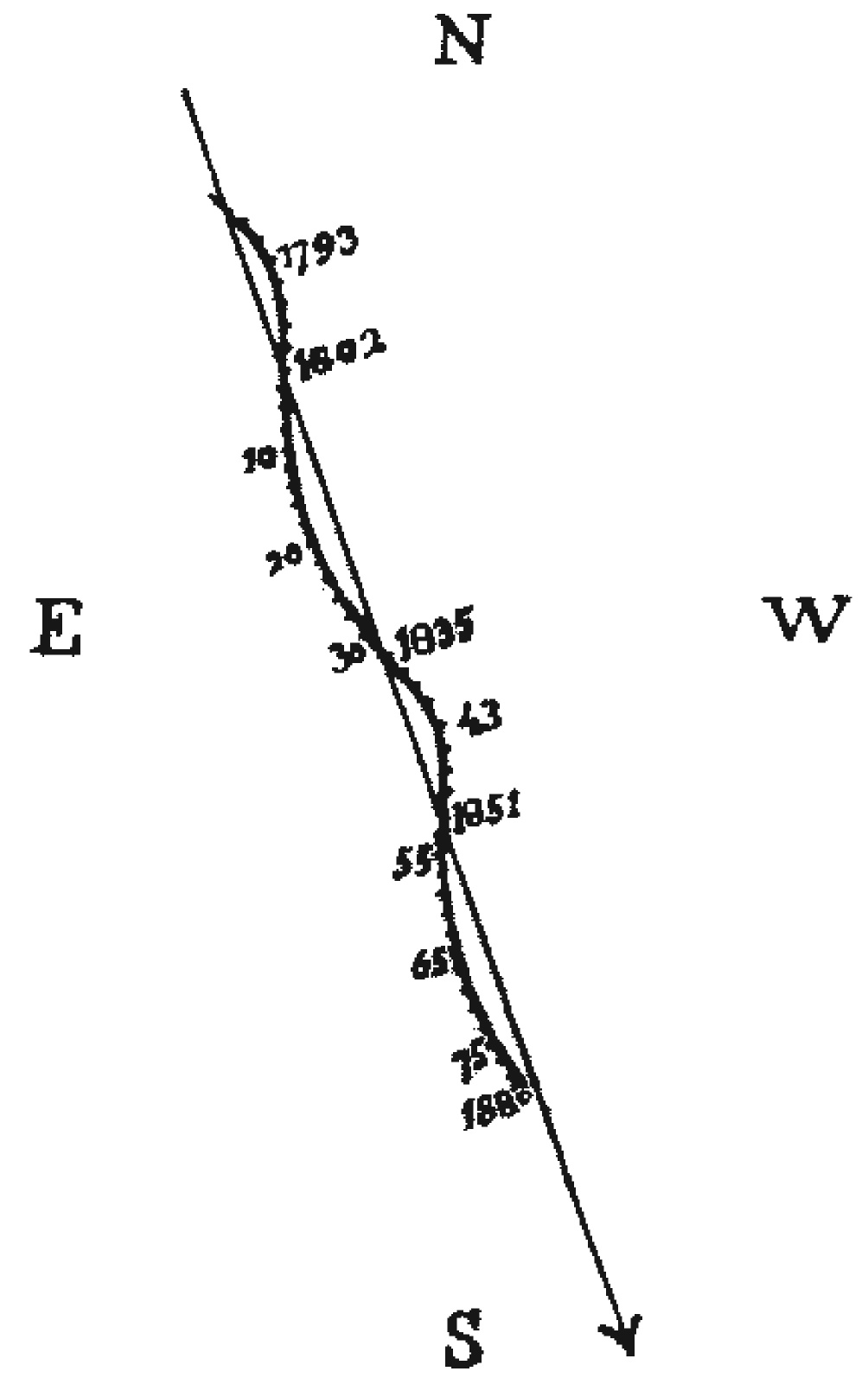
Il moto proprio di Sirio tra il 1793 e il 1889. È evidente l'oscillazione della sua orbita.

Le binarie astrometriche sembrano seguire un percorso sinusoidale nel cielo.
 
La posizione della stella visibile viene misurata con cura per rilevare l'oscillazione dovuta all'influenza gravitazionale della sua controparte. 
La posizione della stella viene ripetutamente misurata in rapporto a stelle più distanti e vengono quindi controllati gli spostamenti periodici della sua posizione. Solitamente questo tipo di misurazione può essere effettuato solo su stelle vicine, come quelle nel raggio di 10 parsec, che in genere presentano un discreto moto proprio, con la binaria che appare invece oscillare nel suo percorso. 
Se la compagna ha una massa sufficientemente alta per provocare uno slittamento osservabile nella posizione della stella, è possibile dedurne la presenza. Da precise misurazioni astrometriche del movimento della stella visibile in un periodo di tempo sufficientemente lungo, si possono determinare le informazioni sulla massa della compagna e del suo periodo orbitale. Anche se la compagna non è visibile, le caratteristiche del sistema si possono determinare dalle osservazioni utilizzando le leggi di Keplero.
Questo metodo di rilevamento delle binarie viene utilizzato anche per localizzare i pianeti extrasolari che orbitano attorno ad una stella. Tuttavia, i requisiti per eseguire questa misurazione sono molto stringenti, a causa della grande differenza nel rapporto della massa e del periodo tipicamente lungo dell'orbita planetaria. Il rilevamento degli scostamenti nella posizione di una stella richiede una misurazione molto accurata ed è difficile acquisire la precisione necessaria. I telescopi spaziali possono evitare l'effetto offuscante dell'atmosfera terrestre, consentendo una risoluzione più precisa.
La prima binaria astrometrica scoperta fu Sirio, il cui moto proprio sinusoidale fu scoperto già nel 1830, pochi decenni prima che Siro B, la nana bianca fino allora invisibile, venisse effettivamente osservata.  